# Gäddgloskär
Gäddgloskär är en ö nära Skäriråsen i Nagu,  Finland. Den ligger i Skärgårdshavet i Pargas stad i den ekonomiska regionen  Åboland i landskapet Egentliga Finland, i den sydvästra delen av landet. Ön ligger omkring 8 kilometer norr om Skäriråsen, 35 kilometer söder om Nagu kyrka, 68 kilometer söder om Åbo och omkring 180 kilometer väster om Helsingfors. Närmaste allmänna förbindelse är förbindelsebryggan vid Sandholm som trafikeras av M/S Nordep.
Öns area är 5,5 hektar och dess största längd är 310 meter i nord-sydlig riktning. Ön höjer sig omkring 10 meter över havsytan.